# 아베스타
아베스타는 자라투스트라교(조로아스터교)의 주요 경전 모음으로 아베스타어로 쓰였다. 아베스타의 어원은 확실치 않지만 중기 페르시아어 아베스타그(칭찬)에서 비롯되었다는 설이 힘을 얻고 있다.

## 역사
아베스타 경전은 수백년 동안 더해져 가는데, 가장 중요한 부분은 《가타》로, 이것은 조로아스터가 직접 작곡한 찬송가이다.
연대는 기원전 100년 무렵으로, 전례서인 《야스나》가 《가타》를 포함하며, 일부는 더 오래된 옛 아베스탄어이고, 일부는 좀 더 후대의 아베스타어이다. 뒤에 조로아스터의 독트린에 맞게 고쳐졌다. 
다양한 《야시트》는 아케메네스 왕조(기원전 559년에서 330년)에 작성된 것으로 보인다.
《비스페라드》와 《벤디다드》는 불분명하지만 그 후의 작품이다.
다양한 문헌이 기록 형식으로 발견되기에 앞서 이들 내용은 입에서 입으로 전해진 것으로 생각된다.
아르다 비라프 경전은 3세기 또는 4세기에 쓰인 작품으로 아베스타에 들어있는 가타와 다른 문헌이 이전에 아케메네스 왕궁의 도서관에 있었음을 암시한다.
《아르다 비라프》와 《덴카드》에 따르면 왕국 도서관은 알렉산드로스 대왕의 군대의 방화로 소실되었다고 한다. 그러나 확인가능한 사실은 아니다. 

파라바하르 프라바시를 그린 것으로 보인다. 《야스나》, 《야시트》 그리고 《벤디다드》에서 이에 대한 언급이 나온다.

## 같이 보기
- 아베스타어